# Ancona Calcio 1998-1999
Questa voce raccoglie le informazioni riguardanti l'Ancona Calcio nelle competizioni ufficiali della stagione 1998-1999.

## Rosa
| N. |                      | Ruolo | Calciatore            |
| -- | -------------------- | ----- | --------------------- |
|    | Italia (bandiera)    | A     | Eddy Baggio (II)      |
|    | Italia (bandiera)    | C     | Roberto Balducci      |
|    | Italia (bandiera)    | C     | Patrizio Billio       |
|    | Italia (bandiera)    | D     | Massimo Brioschi      |
|    | Italia (bandiera)    | A     | Claudio Cecchini      |
|    | Italia (bandiera)    | D     | Giandomenico Costi    |
|    | Italia (bandiera)    | D     | Andrea Cottini        |
|    | Italia (bandiera)    | D     | Ciro Di Nicolantonio  |
|    | Italia (bandiera)    | C     | Massimiliano Favo     |
|    | Italia (bandiera)    |       | Gallo                 |
|    | Italia (bandiera)    | D     | Paolo Guastalvino     |
|    | Argentina (bandiera) | A     | Cristian La Grottería |
|    | Italia (bandiera)    | C     | Massimiliano Manni    |

| N. |                      | Ruolo | Calciatore               |
| -- | -------------------- | ----- | ------------------------ |
|    | Italia (bandiera)    | A     | Omar Martinetti          |
|    | Italia (bandiera)    | D     | Mauro Mazza              |
|    | Italia (bandiera)    | C     | Francesco Montervino     |
|    | Italia (bandiera)    | A     | Lorenzo Morandini        |
|    | Italia (bandiera)    | D     | Francesco Nocera         |
|    | Italia (bandiera)    | C     | Piero Raffaele Panzanaro |
|    | Italia (bandiera)    | A     | Gianluca Polverino       |
|    | Argentina (bandiera) | P     | Hugo Rubini              |
|    | Italia (bandiera)    | A     | Diego Russo              |
|    | Italia (bandiera)    | D     | Stefano Scardala         |
|    | Italia (bandiera)    | C     | Donato Terrevoli         |
|    | Italia (bandiera)    | D     | James Walter Wilson      |

## Risultati

### Campionato

#### Girone di andata
| 6 settembre 1998 1ª giornata | Ancona | 1 – 0 | Atletico Catania |  |

| 13 settembre 1998 2ª giornata | Juve Stabia | 1 – 0 | Ancona |  |

| 20 settembre 1998 3ª giornata | Ancona | 1 – 0 | Crotone |  |

| 27 settembre 1998 4ª giornata | Battipagliese | 0 – 0 | Ancona |  |

| 4 ottobre 1998 5ª giornata | Ancona | 2 – 0 | Avellino |  |

| 11 ottobre 1998 6ª giornata | Savoia | 2 – 1 | Ancona |  |

| 18 ottobre 1998 7ª giornata | Ancona | 2 – 1 | Castel di Sangro |  |

| 25 ottobre 1998 8ª giornata | Lodigiani | 2 – 1 | Ancona |  |

| 8 novembre 1998 9ª giornata | Ancona | 2 – 1 | Ascoli |  |

| 15 novembre 1998 10ª giornata | Palermo | 2 – 1 | Ancona |  |

| 22 novembre 1998 11ª giornata | Ancona | 0 – 0 | Giulianova |  |

| 29 novembre 1998 12ª giornata | Ancona | 1 – 1 | Marsala |  |

| 6 dicembre 1998 13ª giornata | Gualdo | 1 – 1 | Ancona |  |

| 13 dicembre 1998 14ª giornata | Ancona | 4 – 2 | Foggia |  |

| 20 dicembre 1998 15ª giornata | Fermana | 0 – 0 | Ancona |  |

| 23 dicembre 1998 16ª giornata | Ancona | 1 – 2 | Nocerina |  |

| 6 gennaio 1999 17ª giornata | Acireale | 0 – 0 | Ancona |  |

#### Girone di ritorno
| 10 gennaio 1999 18ª giornata | Atletico Catania | 1 – 4 | Ancona |  |

| 17 gennaio 1999 19ª giornata | Ancona | 2 – 2 | Juve Stabia |  |

| 24 gennaio 1999 20ª giornata | Crotone | 2 – 0 | Ancona |  |

| 31 gennaio 1999 21ª giornata | Ancona | 1 – 1 | Battipagliese |  |

| 14 febbraio 1999 22ª giornata | Avellino | 1 – 0 | Ancona |  |

| 21 febbraio 1999 23ª giornata | Ancona | 1 – 0 | Savoia |  |

| 28 febbraio 1999 24ª giornata | Castel di Sangro | 1 – 1 | Ancona |  |

| 7 marzo 1999 25ª giornata | Ancona | 2 – 3 | Lodigiani |  |

| 21 marzo 1999 26ª giornata | Ascoli | 3 – 1 | Ancona |  |

| 28 marzo 1999 27ª giornata | Ancona | 1 – 0 | Palermo |  |

| 3 aprile 1999 28ª giornata | Giulianova | 1 – 1 | Ancona |  |

| 11 aprile 1999 29ª giornata | Marsala | 2 – 0 | Ancona |  |

| 18 aprile 1999 30ª giornata | Ancona | 1 – 1 | Gualdo |  |

| 25 aprile 1999 31ª giornata | Foggia | 1 – 1 | Ancona |  |

| 2 maggio 1999 32ª giornata | Ancona | 2 – 2 | Fermana |  |

| 9 maggio 1999 33ª giornata | Nocerina | 4 – 0 | Ancona |  |

| 16 maggio 1999 34ª giornata | Ancona | 1 – 1 | Acireale |  |